# ADN (periódico colombiano)
ADN es un diario gratuito colombiano publicado por Casa Editorial El Tiempo, y en circulación desde septiembre de 1993 en Colombia.
Se define como un diario de información general de Colombia con noticias de última hora, internacional, política, economía, sociedad, tecnología, noticias insólitas, deportes, etc., y destaca por ser íntegramente en color.
Se edita en las cinco principales ciudades del país: Bogotá, Medellín, Cali, Barranquilla y Bucaramanga en esta última ciudad dejó de circular, debido a reestructuración económica.